# Alp (Spagna)
Alp è un comune spagnolo di 1 219 abitanti situato nella comunità autonoma della Catalogna. Fa parte della regione storica nota come Cerdagna.